# Punto caliente de Islandia

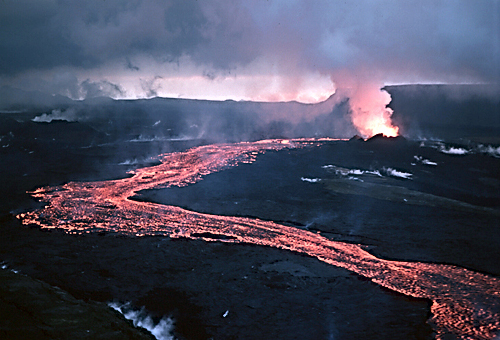
Erupción en Krafla, 1984

Zonas y sistemas volcánicos activos en Islandia.

El punto caliente de Islandia es un punto caliente que es en parte responsable de la alta actividad volcánica que ha llevado a la formación de la isla de Islandia.

## Descripción
Islandia es una de las regiones volcánicas más activas del mundo, con un promedio de aproximadamente una erupción cada tres años (durante el siglo XX hubo 39 erupciones volcánicas en las proximidades de Islandia). Cerca de un tercio de las erupciones de lavas basálticas registradas en la historia han sido producidas por erupciones islandesas. Algunas erupciones notables incluyen la de Eldgjá, una fisura del volcán Katla en 934 (la erupción basáltica más grande del mundo que se haya visto), la del volcán Laki en 1783 (la segunda más grande del mundo) y numerosas erupciones bajo campos de hielo que han generado devastadores colapsos glaciares, el más reciente en 2010 tras la erupción del Eyjafjallajökull.
La ubicación de Islandia con una mitad en cada lado de la Dorsal Mesoatlántica, donde las placas Euroasiática y Norteamericana se están separando, es en parte responsable de su intensa actividad volcánica, pero es necesaria una causa adicional para explicar por qué Islandia es una isla de tamaño considerable, mientras el resto del dorsal consiste principalmente en montes submarinos que no sobrepasan el nivel del mar.
Además de ser una región donde la temperatura del manto terrestre es más alta que la del manto circundante, también se cree que tiene una mayor concentración de agua. La presencia de agua en el magma reduce su temperatura de fusión, lo que también puede jugar un papel importante en el aumento del vulcanismo islandés.

## Teorías sobre su causa
Existen diferentes opiniones sobre si el punto caliente es causado por una pluma del manto profunda o se origina a profundidades mucho menores.
Algunos geólogos han cuestionado que el punto caliente de Islandia tenga el mismo origen que otros puntos calientes tales como el punto caliente de Hawái. Mientras que la cadena de islas de Hawái y la cadena de montes submarinos del Emperador muestran una clara progresión temporal volcánica causada por el desplazamiento de la placa del Pacífico sobre el punto caliente de Hawái, no se observa dicho tipo de registros en Islandia.
Se ha propuesto que la línea que une el volcán Grímsvötn con Surtsey muestra el desplazamiento de la placa Euroasiática y que la línea que va desde el volcán Grímsvötn hasta el cinturón volcánico Snæfellsnes muestra el desplazamiento de la Placa Norteamericana.

### Teoría de la pluma del manto
Quienes sostienen esta teoría afirman que Islandia se encuentra ubicada sobre una pluma mantélica, cuya expresión en la superficie es el punto caliente. El mismo potencia el vulcanismo causado por la separación de las placas, tanto en el centro de la isla como en la cadena de Reykjanes al suroeste de la principal zona volcánica de Islandia. Se cree que la pluma es muy estrecha, tal vez de unos 100 km, y que se sitúa a profundidades bajo la superficie terrestre de entre 400 y 650 km llegando, posiblemente, hasta el límite entre el manto y el núcleo.
Los estudios sugieren que es posible que el punto caliente solo sea entre 50 y 100°C más caliente que las zonas próximas, lo que no es una diferencia térmica de suficiente magnitud como para posibilitar la flotabilidad de la pluma.
También se ha sugerido que la ausencia de un registro progresivo temporal se debe a que puede que la pluma haya estado ubicada durante mucho tiempo debajo de la gruesa masa continental de Groenlandia.